# Eric Sinclair
Duncan Eric Sinclair (Haggs, 13 januari 1954) is een voormalig Schots voetballer. Hij speelde als aanvaller.
Sinclair begon zijn carrière bij Dundee en maakte 238 wedstrijden voor de club tot 1984, hij speelde ook voor St. Mirren en Airdrieonians.